# ピーター・バーロー

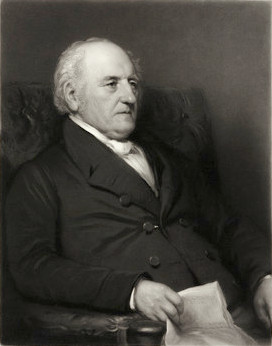
Peter Barlow

ピーター・バーロー（Peter Barlow、1776年10月13日 – 1862年3月1日）は、イギリスの数学者、物理学者、技術者である。電磁気の分野で初期のモーターとバーローレンズを発明したことなどで知られる。

## 生涯

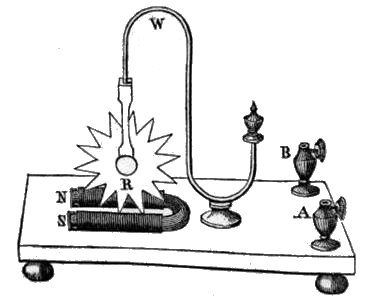
バーローのモーター

イングランド東部のノリッジ生まれ。1801年から1847年まで、イギリス、ウーリッジの王立陸軍士官学校で働いた。1704年から1841年の間ロンドンで発行されていた女性暦（The Ladies' Diary）に数学の記事を寄稿し、数学の著書を執筆した。1814年に出版された"A New Mathematical and Philosophical Dictionary"には1から10,000までの整数の、平方根、立方根のなどの表がつけられ、バーロー表と呼ばれることになりコンピューターが普及する1960年代まで再刊された。またエンサイクロペディア・メトロポリタナ（Encyclopaedia Metropolitana）の多くの記事を寄稿した。
天文学の分野では、光学者のジョージ・ドロンド(George Dollond)と共同で色消しレンズとしてレンズの間に無色の液体を満たす方法を発明した。1823年に王立協会の会員に選ばれ、2年後、船舶のコンパスが鉄の構造物の影響をうけるのを防ぐ方法の開発でコプリ・メダルを受賞した。
電磁気学の実験を行い、サミュエル・ハンター・クリスティー(Samuel Hunter Christie)と協力しバーロー・ホイールと呼ばれる初期のモーターを発明した。
蒸気機関車にも興味を持ち、1836年、1839年、1842年、1845年に鉄道委員会の委員となり、1840年代に新たに敷設された鉄道を視察し調査を行った。
材料強度の理論にも貢献し、王立陸軍士官学校で実験したデータを含む、Essay on the strength and stress of timber (1817)などの著書を書いた。バーローの没後は後に有名な土木技術者となる2人の息子が改訂版を出版した。

## 著書
- Elementary Investigation of the Theory of Numbers (1811)
- New Mathematical and Philosophical Dictionary (1814)
- Essay on Magnetic Attractions (1820)